# Corrierino delle famiglie
Il Corrierino delle famiglie è una raccolta di racconti umoristici del 1954 dell'autore italiano Giovannino Guareschi.  Comprende racconti, pubblicati su vari settimanali tra i quali Oggi tra il 1948 e il 1953, che hanno per protagonisti i membri della famiglia di Guareschi.

## Personaggi
- Giovannino: l'autore e narratore delle storie.
- Margherita: moglie di Giovannino. È soggetta a tante piccole nevrosi e fuma sigarette. Nella realtà il suo nome era Ennia.[1]
- Albertino: figlio primogenito di Giovannino e Margherita. Ama leggere fumetti, attività durante la quale si estrania da tutto il mondo circostante.
- Carlotta[2] detta la Pasionaria: sorella minore di Albertino, dal carattere particolarmente tenace.

## Racconti
1. Gli eredi
2. La scala brevettata
3. Viaggio in Italia
4. I due della rotonda
5. Un ottimo affare
6. La rivoluzione d'ottobre
7. Il cancello
8. L'esame
9. Storia di mille lire
10. La donna e la «E»
11. L'estraneo
12. La prigioniera del sogno
13. L'autista
14. Scritte murali
15. Collaborazione
16. Il diploma della signora maestra
17. L'educatore energico
18. Il fritto proibito
19. Fa più «io» dire «me»
20. L'ettaro
21. I figli ci guardano
22. La divisa grigioverde
23. Amministrazione
24. La cicciolata
25. Addio, sacre memorie!
26. L'antenato
27. Il dono migliore
28. Organizzazione «M»
29. Un mestiere anche per me
30. La faccia di Milano
31. In commissione
32. Al paese di Don Camillo
33. La giustificazione
34. La generazione di Muzio Scevola
35. La torta «Purgatorio»
36. Amleto
37. La legna
38. Il «complesso del pomodoro»
39. L'inchiesta
40. Diretto 136

## Edizioni
- Giovanni Guareschi, Corrierino delle famiglie, Milano, Rizzoli, 1954.
- Giovanni Guareschi, Corrierino delle famiglie, collana BUR, Milano, Rizzoli, 1986, ISBN 88-17-13625-5.
- Giovanni Guareschi, Corrierino delle famiglie, collana BUR, Milano, Rizzoli, 2001, ISBN 88-17-12749-3.
- Giovanni Guareschi, Corrierino delle famiglie, allegato alla rivista Oggi, Milano, Rizzoli-Corriere della Sera, 2005.
- Giovanni Guareschi, Corrierino delle famiglie, supplemento al quotidiano Libero, Milano, 2001.